# Élise (navire)
L’Élise est le premier navire à avoir effectué une traversée de la Manche entièrement à la vapeur, le 17 mars 1816, après 17 heures de traversée entre Newhaven et Le Havre.
Construit en Angleterre, il fut acheté par l'industriel Pierre Andriel, qui s'était associé au général Pajol pour créer une compagnie de navigation à vapeur (une première en France) financée par le banquier Laffitte.

## Historique
Le Margery est construit à Dumbarton. C'est un navire avec une propulsion vapeur de 10 chevaux sans superstructures. En 1814, il fut acquis par le Français Pierre Andriel qui le re-baptisa Élise.
L'Élise quitte Londres le 9 mars 1816. Le convoyage vers la France sera mouvementé. Lors de la descente de la Tamise, L'Élise manque d'être abordée et coulée (peut-être intentionnellement) par un cutter  de la marine militaire anglaise, qui lui coupe la route à plusieurs reprises. La mer formée au passage devant Dungeness arrache plusieurs palettes des roues à aubes et contraint l'Élise à relâcher pour réparer. Le 17 mars 1816, il appareille de Newhaven avec une mer formée. À minuit, une tempête éclate, Le navire est tellement secoué que le poêle situé dans la cabine d'Andriel se renverse et le charbon incandescent menace d'embraser le pont et le navire entier. Alors que la situation paraît désespérée, un paquet de mer providentiel noie le foyer d'incendie. La situation est tellement confuse qu'éclate un début de mutinerie, car les matelots inquiets veulent faire demi-tour. Andriel raisonne les matelots, arguant que l'Élise a dépassé la moitié du parcours, fait distribuer du rhum pour les réconforter  et promet une récompense à ce lui qui apercevra le premier la côte française. Au petit matin, un matelot de vigie aperçoit le phare du cap de la Hève.
Après 17 heures de mer, l'Élise arrive au Havre à six heures du matin. Le 20, il quitte le port du Havre pour remonter la Seine. Il fait escale à Rouen et arrive à Paris le 28 mars.
Au milieu de réjouissances populaires, le roi Louis XVIII vient visiter le navire qui a accompli un véritable exploit, toutefois ce succès de notoriété ne suffira pas à assurer la fortune de la compagnie Andriel et Pajol, l'époque n'étant pas encore mûre et la méfiance envers le progrès trop grande. Andriel persévérera cependant dans cette voie, devenant armateur en Méditerranée. 
En 1817, le roi de Naples lui accorde pour 30 ans le privilège exclusif d'employer le gaz d'hydrogène pour l'éclairage public et privé, et pour 15 ans le privilège d'extraire le charbon et de faire seul dans le royaume des Deux-Siciles la navigation avec des bateaux à vapeur (La Quotidienne, 20 mars 1817, p. 4.)